# Johann Heitzinger
Johann Heitzinger (* 2. Mai 1879 in Wels; † 12. September 1947 in St. Pölten) war österreichischer Politiker (CS), Abgeordneter zum niederösterreichischen Landtag, Landesrat und Abgeordneter zum Nationalrat.

## Leben
Johann Heitzinger wurde am 2. Mai 1879 in Wels geboren. Nach dem Schulbesuch trat er 1896 in den Dienst der k.k. Staatsbahnen. Dort war er als Schlossergehilfe, Lokomotivführer und Maschinenmeister tätig. Von 1914 bis zur Demobilisierung diente er beim Eisenbahnregiment. Schon 1896 wurde er Mitglied des katholischen Gesellenvereins. Später wurde er Obmann der Ortsgruppe St. Pölten der Gewerkschaft der christlichen Eisenbahner und Sekretär der christlichen Arbeitervereine und Gewerkschaften im Viertel ober dem Wienerwald. Weiters war er Gemeinderat in St. Pölten.
Schon 1919 wurde er in den Gemeinsamen Landtag von Niederösterreich gewählt, nach der Trennung Wiens von Niederösterreich in den Landtag von Niederösterreich-Land. 1920 legte er sein Landtagsmandat nieder und zog in den Nationalrat ein. Dort verblieb er in der I., II., III. und IV. Gesetzgebungsperiode. Nach der Selbstausschaltung des Parlaments 1934 wurde Heitzinger Landesrat in Niederösterreich und blieb dies bis zum „Anschluss“. Er verstarb am 12. September 1947 in St. Pölten.